# Conwy Railway Bridge
Die Conwy Railway Bridge in Conwy an der Nordküste von Wales (Großbritannien) ist eine Eisenbahnbrücke über den Fluss Conwy im Zuge der North Wales Coast Line von Crewe über Chester, Conwy, Bangor und die Britanniabrücke nach Holyhead auf Anglesey, dem Verbindungshafen für den Verkehr nach Dublin in Irland. Sie war die erste selbsttragende, schmiedeeiserne Hohlkastenbrücke. Die zweigleisige Brücke wird nach wie vor benutzt.
Seit der Erneuerung der Britanniabrücke und der kanadischen Pont Victoria ist die Conwy Railway Bridge die einzige verbleibende Hohlkastenbrücke, in welcher der Verkehr durch das Innere des Hohlkastens geführt wird. Bei modernen Hohlkastenbrücken befindet sich die Tragstruktur unter der Fahrbahn. 

## Lage
Die Conwy Railway Bridge steht an einer vom Conwy Castle beherrschten Engstelle des Flusses zwischen der Burg und einem weit in den Fluss ragenden flachen Felsrücken neben der 1826 eröffneten Conwy Suspension Bridge und einer Straßenbrücke von 1958. Die Eisenbahnbrücke ist so ausgerichtet, dass die Gleise unmittelbar unterhalb der südlichen Mauern der Burg verlaufen.
Zwischen der Eisenbahnbrücke und der Kettenbrücke stand zeitweise noch eine schmale Hängebrücke für Fußgänger, die nur noch auf alten Ansichten erkennbar ist.

## Beschreibung
Die Conwy Railway Bridge, auch Conway Tubular Bridge oder Tubular Railway Bridge besteht aus
zwei parallelen, schmiedeeisernen Hohlkästen, die in entsprechende Öffnungen in den massigen, rechteckigen Türmen an den beiden Enden eingefügt sind. Die Türme sind mit ihren Zinnen an den Baustil der Burg angelehnt, sie haben einen Grundriss von 19 × 9 Meter.
Die Züge fahren durch die Öffnungen in den Türmen und durch die Hohlkästen wie durch einen Tunnel. Die Brücke hat eine lichte Weite von 122 m (400 ft) und eine lichte Höhe von 5,5 m (18 ft) über MHW. Die Hohlkästen waren selbsttragend, wegen der schwerer gewordenen Züge wurden jedoch 1899 nahe am Ufer unauffällige Stahlstützen eingebaut.
Die Hohlkästen sind an einer Seite in den Türmen befestigt, an der anderen Seite auf gusseisernen Rollen sowie mittels Hängeschienen auf Kugeln gelagert. Jeder der Hohlkästen wiegt rund 1300 Tonnen. Sie haben eine Wärmeausdehnung von maximal 2,54 cm (1 inch). Sie waren ursprünglich hellgrau gestrichen und mit einem Bogendach aus verzinktem Wellblech versehen.

## Geschichte
Die in den Jahren 1846 bis 1848 gebaute und 1849 eröffnete Conwy Railway Bridge ist die einzige der von Robert Stephenson gebauten schmiedeeisernen Hohlkastenbrücken, die noch existiert, nachdem die 1850 fertiggestellte Britanniabrücke 1970 durch einen Brand zerstört und durch eine Bogenbrücke ersetzt wurde und die 1859 fertiggestellte Pont Victoria in Montreal in Kanada schon 1898 durch eine stählerne Fachwerkbrücke ersetzt wurde.
Die Conwy Railway Bridge wurde, ebenso wie die deutlich größere Britanniabrücke, von Robert Stephenson für die 1844 gegründete Chester and Holyhead Railway geplant. Er ließ sich dabei von William Fairbairn und Eaton Hodgkinson beraten. Im Einverständnis mit dem Bauherrn wurden Modelle gefertigt sowie zahlreiche Experimente und Untersuchungen mit runden, elliptischen und rechteckigen Querschnitten durchgeführt und unterschiedliche Lösungen verschiedener Details diskutiert. Die schließlich für die Britanniabrücke gewählte Form eines rechteckigen Hohlkastens wurde auch bei der Conwy Bridge verwendet, so dass beide Brücken, abgesehen von der Größe, weitgehend identisch waren. Die beim Bau der kleineren Conwy Railway Bridge gemachten Erfahrungen konnten bei der unmittelbar nachfolgenden Britanniabrücke verwertet werden.
Der Architekt der beiden Türme war F. Thompson (1803–1895). Da Hodgkinson die Meinung vertrat, dass die Last der langen Hohlkästen auch von Ketten nach Art der Kettenbrücken getragen werden müsse, wollte Stephenson sich die Möglichkeit offenlassen, notfalls auch noch nach dem Einbau der Hohlkästen Ketten anzubringen. Daher wurden die Türme entsprechend hoch gebaut, was sich schließlich als unnötig erwies.
Die beiden Hohlkästen wurden an Land gefertigt und anschließend eingeschwommen und mit hydraulischen Pressen an ihre endgültige Position gehoben.
Am 15. Juni 1846 wurde der erste Stein gelegt. Der Bau des ersten Hohlkastens wurde im März 1847 begonnen, er wurde am 6. März 1848 eingeschwommen. Am 16. März befand er sich in seiner endgültigen Position und am 1. Mai 1848 fuhren die ersten Züge durch ihn hindurch. Der zweite Hohlkasten wurde am 12. Oktober 1848 eingeschwommen und am 30. Oktober in seine endgültige Position gebracht.
1950 wurde die Brücke als Grade I building unter Denkmalschutz gestellt. 2003 wurde sie von der Institution of Civil Engineers und der American Society of Civil Engineers in die List of International Historic Civil Engineering Landmarks aufgenommen.